# Taylor Worth
Taylor Worth (8 gennaio 1991) è un arciere australiano.

## Palmarès

### Olimpiadi
- 1 medaglia:
  - 1 bronzo (Rio de Janeiro 2016 a squadre)

### Giochi del Commonwealth
- 1 medaglia:
  - 1 oro (Delhi 2010 a squadre)